# 小行星5786
小行星5786（英語：5786 Talos）是一颗围绕太阳公转的水星軌道穿越小行星。1991年9月3日，罗伯特·H·麦克诺特在赛丁泉山发现了此天体。塔罗斯是希腊神话中的金屬巨人（Automaton），该名意为“太阳”或“砍伐”。
这颗小行星的绝对星等为8.340850338549586等。